# Biełaruski rabotnik
Biełaruski rabotnik, Białoruski Robotnik (biał. Беларускі работнік) – kolaboracyjne pismo w III Rzeszy podczas II wojny światowej
Pismo zaczęło wychodzić na początku 1943 roku w Berlinie. Ukazywało się po białorusku raz w tygodniu. Było przeznaczone dla przebywających w III Rzeszy robotników przymusowych (ostarbeiterów) białoruskiego pochodzenia. Funkcję redaktorów naczelnych pełnili Witaut Tumasz i Stanisłau Hrynkiewicz. Publikowano w nim artykuły i felietony dotyczące wydarzeń na świecie i w Niemczech, działalności białoruskich organizacji narodowych, czy życia na okupowanej Białorusi, a także utwory pisarzy białoruskich. Ostatni numer wyszedł latem 1944 roku. Ukazało się nie mniej niż 41 numerów pisma.